# Waveform-Generator
Ein Waveformgenerator ist eine wesentliche Baugruppe eines kohärenten Radargerätes.
Der Waveformgenerator erzeugt im Radarsender das Sendesignal auf der Zwischenfrequenz oder sogar auf der späteren Sendefrequenz. Das kann einmal nur eine durch die Hüllkurve eines Rechteckimpulses begrenzte ZF-Schwingung sein, oder aber (bei Anwendung des Pulskompressionsverfahrens) ein auf kompliziertem Wege erzeugter nichtlinear modulierter ZF-Impuls sein. Da dieser Impuls auch die Referenz für das Empfangssignal ist, werden an die Frequenzkonstanz höchste Anforderungen gestellt.
Der gesamte Modulationsverlauf des Sendeimpulses wird hier aus 2048 einzelnen Spannungsschritten zusammengesetzt, deren Spannungs- und Phasenwinkelwerte in programmierbaren Speicherbausteinen (PROMs) gespeichert sind. Praktisch wird hier der Vorgang, der in einem I&Q-Phasendetektor abläuft, rückwärts betrieben.
Diese Form des Waveform-Generators hat den Vorteil, dass der Inhalt der Speicherbausteine auch dem Auswerteprogramm bekannt ist, welches so über eine tabellarische Beschreibung des Sendeimpulses verfügt. Somit kann die Pulskompression auf dem Empfangsweg auch vom Signalprozessor vorgenommen werden.

Blockschaltbild eines Waveformgenerators für einen nichtlinear modulierten Impuls
Der bistabile Multivibrator (FF) steuert den 11-Bit-Zähler. Nach dem Startimpuls am Eingang wird der Zähler freigegeben. Der Zähler zählt die Adressen für die Speicherschaltkreise aus der 25-MHz-Taktfrequenz. Nach einem kompletten Durchlauf aller Zählstufen wird durch den Übertragsimpuls (Carry) der Multivibrator wieder zurückgesetzt und der Zähler gesperrt.
Es gibt zwei Speicherschaltkreise, welche mit der digitalen Beschreibung der gewünschten Impulsform programmiert sind. Die Ausgangsdaten dieser Speicher werden mit je einem Digital-Analog-Konverter in ein analoges Signal umgesetzt. Diese Signale werden mit der Sollfrequenz der ZF moduliert und können an den beiden Testpunkten gemessen werden. In einem Hybridmischer werden sie dann zum endgültigen Sendesignal zusammengeführt. Dieses Signal muss dann im Modulator zur Sendefrequenz hochgemischt werden.